# Bois-d'Amont (Jura)
Pour les articles homonymes, voir Bois-d'Amont, Bois (homonymie), Bois (communes) et Amont.
Pour la commune suisse, voir Bois-d'Amont (Fribourg).
Bois-d'Amont est une commune française située dans le département du Jura, dans la région culturelle et historique de Franche-Comté et la région administrative Bourgogne-Franche-Comté.
Ses habitants sont appelés les Bois-d'Amoniers.
Bois-d'Amont est l'un des quatre villages de la station des Rousses.

## Géographie
Village du Haut-Jura, situé sur la frontière suisse, ses maisons sont disséminées le long des rives de l'Orbe.
Bois-d'Amont est un des plus longs villages de France par rapport à son nombre d'habitants, plus de 4 kilomètres de long pour seulement 1 500 habitants.
Bois-d'Amont tire son nom de sa situation en amont de l'abbaye Saint-Claude dont les moines, au Moyen Âge, ont défriché les bois de la région.

### Communes limitrophes
Les communes limitrophes sont  Arzier-Le Muids, Bellefontaine, Chapelle-des-Bois, Le Chenit et Les Rousses.

### Climat
Pour des articles plus généraux, voir Climat de la Bourgogne-Franche-Comté et Climat du département du Jura.
En 2010, le climat de la commune est de type climat de montagne, selon une étude du Centre national de la recherche scientifique s'appuyant sur une série de données couvrant la période 1971-2000. En 2020, Météo-France publie une typologie des climats de la France métropolitaine dans laquelle la commune est exposée à un climat de montagne ou de marges de montagne et est dans la région climatique  Jura, caractérisée par une forte pluviométrie en toutes saisons (1 000 à 1 500 mm/an), des hivers rigoureux et un ensoleillement médiocre. 
Pour la période 1971-2000, la température annuelle moyenne est de 5,6 °C, avec une amplitude thermique annuelle de 15,7 °C. Le cumul annuel moyen de précipitations est de 1 928 mm, avec 12,2 jours de précipitations en janvier et 11,7 jours en juillet. Pour la période 1991-2020, la température moyenne annuelle observée sur la station météorologique de Météo-France la plus proche, « Divonne », sur la commune de Divonne-les-Bains à 20 km à vol d'oiseau, est de 10,5 °C et le cumul annuel moyen de précipitations est de 1 129,8 mm. 
La température maximale relevée sur cette station est de 39,9 °C, atteinte le 24 août 2023 ; la température minimale est de −16,5 °C, atteinte le 5 février 2012,,. 
Les paramètres climatiques de la commune ont été estimés pour le milieu du siècle (2041-2070) selon différents scénarios d'émission de gaz à effet de serre à partir des nouvelles projections climatiques de référence DRIAS-2020. Ils sont consultables sur un site dédié publié par Météo-France en novembre 2022.

## Urbanisme

### Typologie
Au 1er janvier 2024, Bois-d'Amont est catégorisée commune rurale à habitat dispersé, selon la nouvelle grille communale de densité à sept niveaux définie par l'Insee en 2022.
Elle est située hors unité urbaine et hors attraction des villes,.

## Histoire

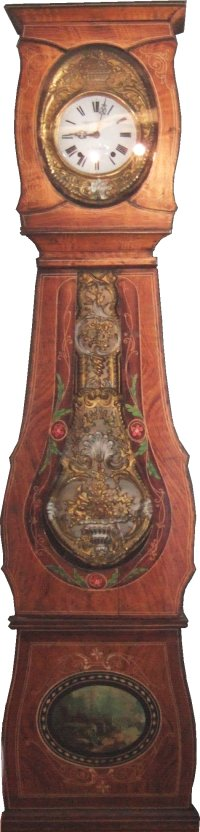
Comtoise.

De 1780 à 1850, plusieurs artisans se spécialisent dans la fabrication de caisses pour horloges comtoises. Ces caisses sont faites en bois d'épicéa, puis peintes de motifs floraux.
Ces caisses servent à abriter les mécanismes de comtoises fabriqués à Morez ou à Morbier. Les dernières caisses sont fabriquées dans les années 1930.
En 1862 le traité des Dappes procède à un échange de territoire entre la France et la Suisse. Bois d'Amont perd une bande de terrain parallèle à l'ancienne frontière sauf en face du bourg où elle reste sur son ancien tracé et forme un décrochement.

## Héraldique
| Blason de Bois-d'Amont | Blason  | Écartelé : au premier d'azur à la lame de scie circulaire d'or chargée d'un rabot contourné du champ, au deuxième d'or au sapin de sinople, au troisième d'or au clocher naissant couvert à l'impériale de sinople et ajouré du champ, au quatrième d'azur au skieur de fond d'or. |
| Blason de Bois-d'Amont | Détails | Le statut officiel du blason reste à déterminer. |

## Politique et administration

### Liste des maires
| Période | Période  | Identité                | Étiquette                                      | Qualité |
| ------- | -------- | ----------------------- | ---------------------------------------------- | --- |
| 1900    | 1912     | Paul-Maurice Cretin     |                                                | |
| 1912    | 1929     | Ernest Lacroix          |                                                | |
| 1929    | 1935     | Louis-Adolphe Cretin    |                                                | |
| 1935    | 1941     | Ernest Lacroix          |                                                | |
| 1941    | 1945     | Étienne Cretin-Maitenaz |                                                | |
| 1945    | 1965     | Georges Lacroix         |                                                | |
| 1965    | 1989     | Georges Vandel          |                                                | |
| 1989    | 2001     | Bernard Reverchon       |                                                | |
| 2001    | 2018     | François Godin          | UDF-PRV puis UMP-PRV puis UDI-PRV puis LREM-MR | Administrateur de sociétés Conseiller général et président de la communauté de communes de la Station des Rousses Haut-Jura ; conseiller général, vice-président de la communauté de communes de la Station des Rousses Haut-Jura depuis 2014. Conseiller départemental depuis 2015 Vice-Président du Conseil Départemental |
| 2019    | 2020     | Evelyne Gay             | MR                                             | |
| 2020    | En cours | Michel Puillet          | DVD                                            | |

### Jumelages
- Nostang (France)

## Démographie
L'évolution du nombre d'habitants est connue à travers les recensements de la population effectués dans la commune depuis 1793. Pour les communes de moins de 10 000 habitants, une enquête de recensement portant sur toute la population est réalisée tous les cinq ans, les populations de référence des années intermédiaires étant quant à elles estimées par interpolation ou extrapolation. Pour la commune, le premier recensement exhaustif entrant dans le cadre du nouveau dispositif a été réalisé en 2008.

En 2022, la commune comptait 1 695 habitants, en évolution de +1,25 % par rapport à 2016 (Jura : −0,81 %, France hors Mayotte : +2,11 %).
| 1793 | 1800  | 1806  | 1821  | 1831  | 1836  | 1841  | 1846  | 1851  |
| ---- | ----- | ----- | ----- | ----- | ----- | ----- | ----- | ----- |
| 994  | 1 026 | 1 011 | 1 049 | 1 105 | 1 189 | 1 250 | 1 384 | 1 511 |

| 1856  | 1861  | 1866  | 1872  | 1876  | 1881  | 1886  | 1891  | 1896  |
| ----- | ----- | ----- | ----- | ----- | ----- | ----- | ----- | ----- |
| 1 508 | 1 576 | 1 595 | 1 510 | 1 481 | 1 442 | 1 411 | 1 380 | 1 366 |

| 1901  | 1906  | 1911  | 1921  | 1926  | 1931  | 1936  | 1946  | 1954  |
| ----- | ----- | ----- | ----- | ----- | ----- | ----- | ----- | ----- |
| 1 320 | 1 393 | 1 401 | 1 262 | 1 170 | 1 122 | 1 153 | 1 068 | 1 072 |

| 1962  | 1968  | 1975  | 1982  | 1990  | 1999  | 2006  | 2008  | 2013  |
| ----- | ----- | ----- | ----- | ----- | ----- | ----- | ----- | ----- |
| 1 189 | 1 258 | 1 254 | 1 255 | 1 350 | 1 517 | 1 622 | 1 652 | 1 653 |

| 2018  | 2022  | - | - | - | - | - | - | - |
| ----- | ----- | - | - | - | - | - | - | - |
| 1 636 | 1 695 | - | - | - | - | - | - | - |

## Économie et Industrie
Bois-d'Amont fait partie de la station été-hiver des Rousses (avec les communes des Rousses, de Prémanon et de Lamoura).
L'équipementier de ski Grand Chavin était installé sur la commune.
C'est le siège du groupe Lacroix Emballages (emballages bois pour la fromagerie notamment) depuis 1946 (250 M€ CA en 2021).

## Culture locale et patrimoine

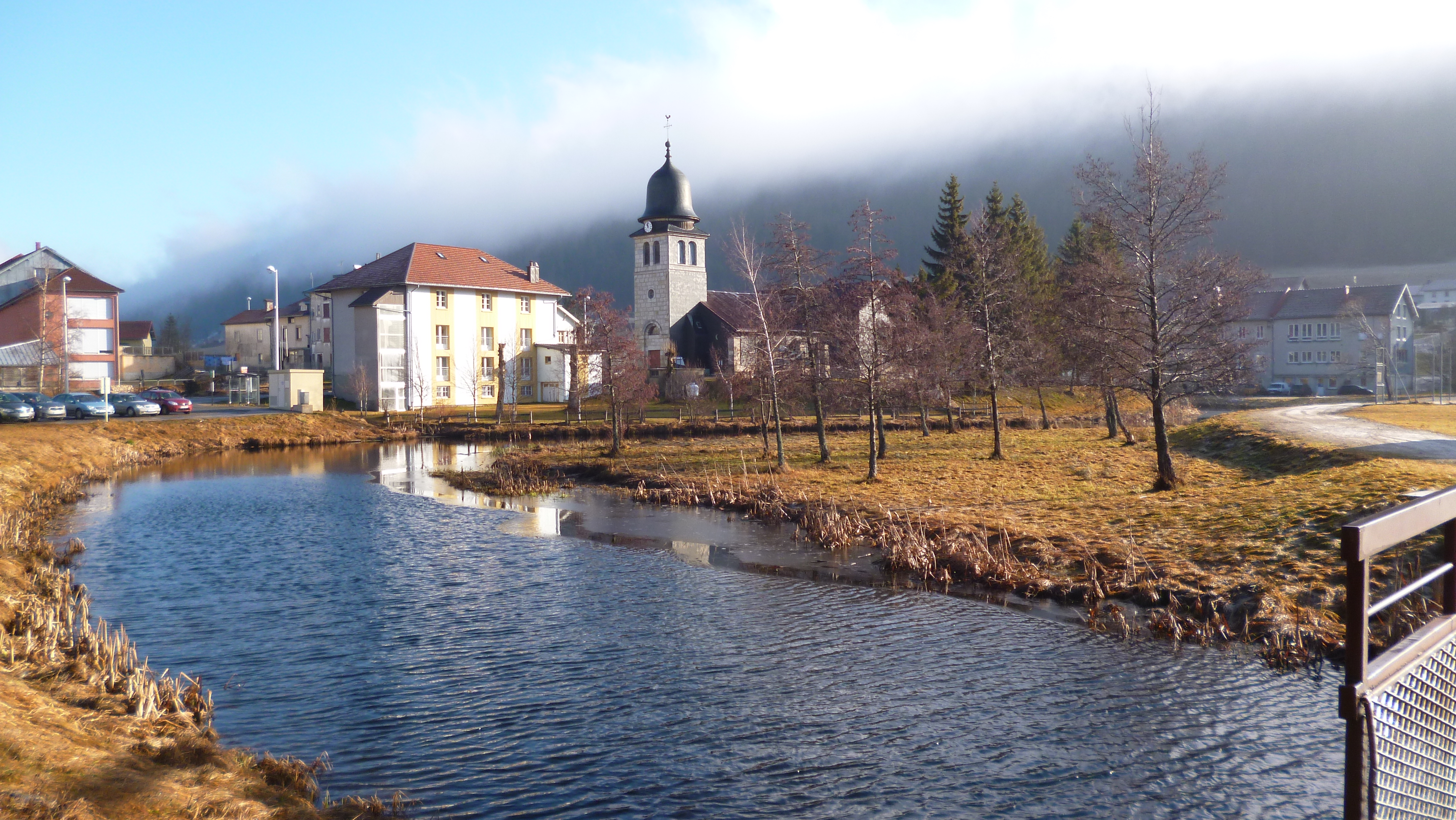
Vue du village, avec son église.
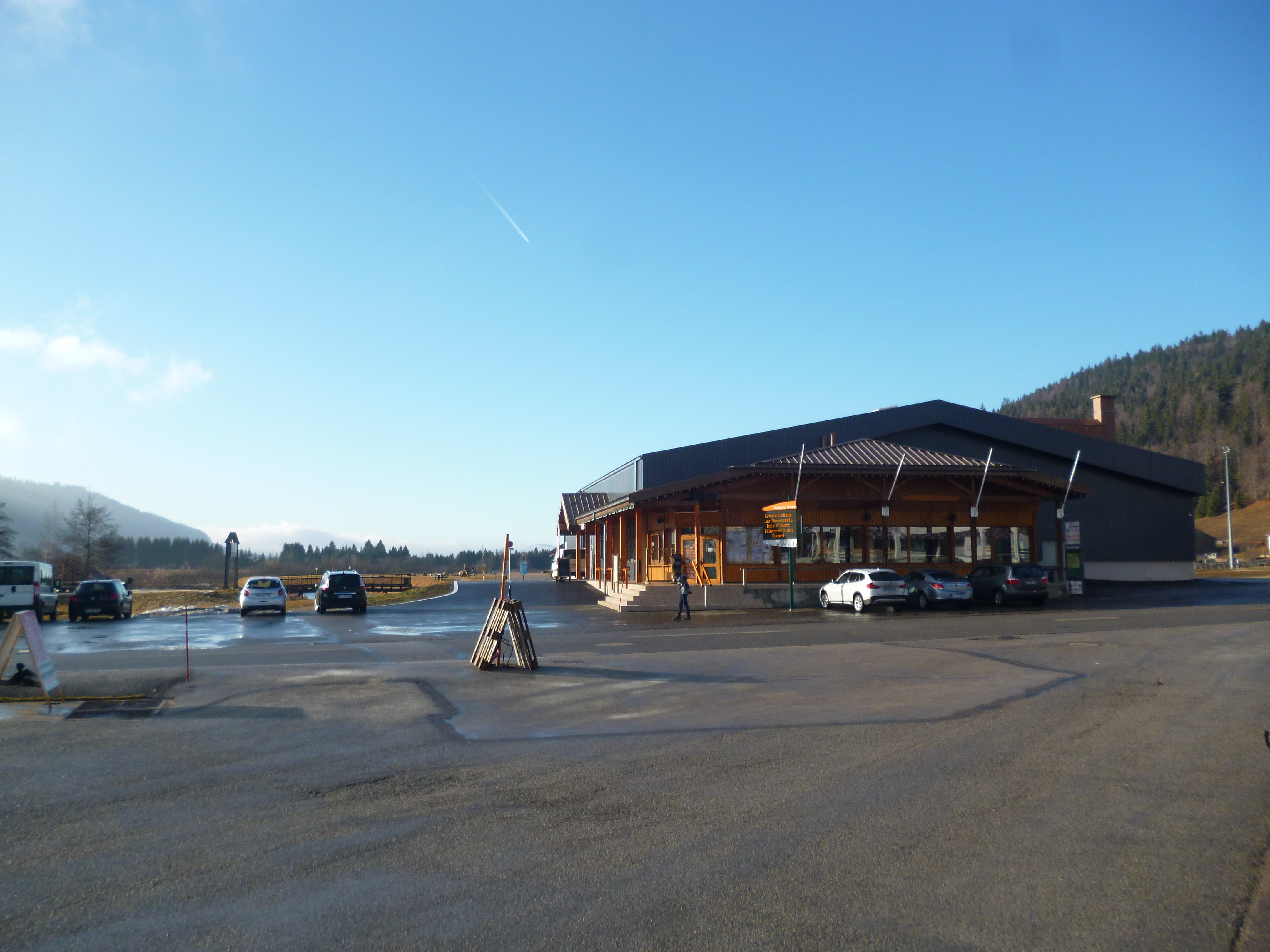
L'office de tourisme et la salle hors sac.
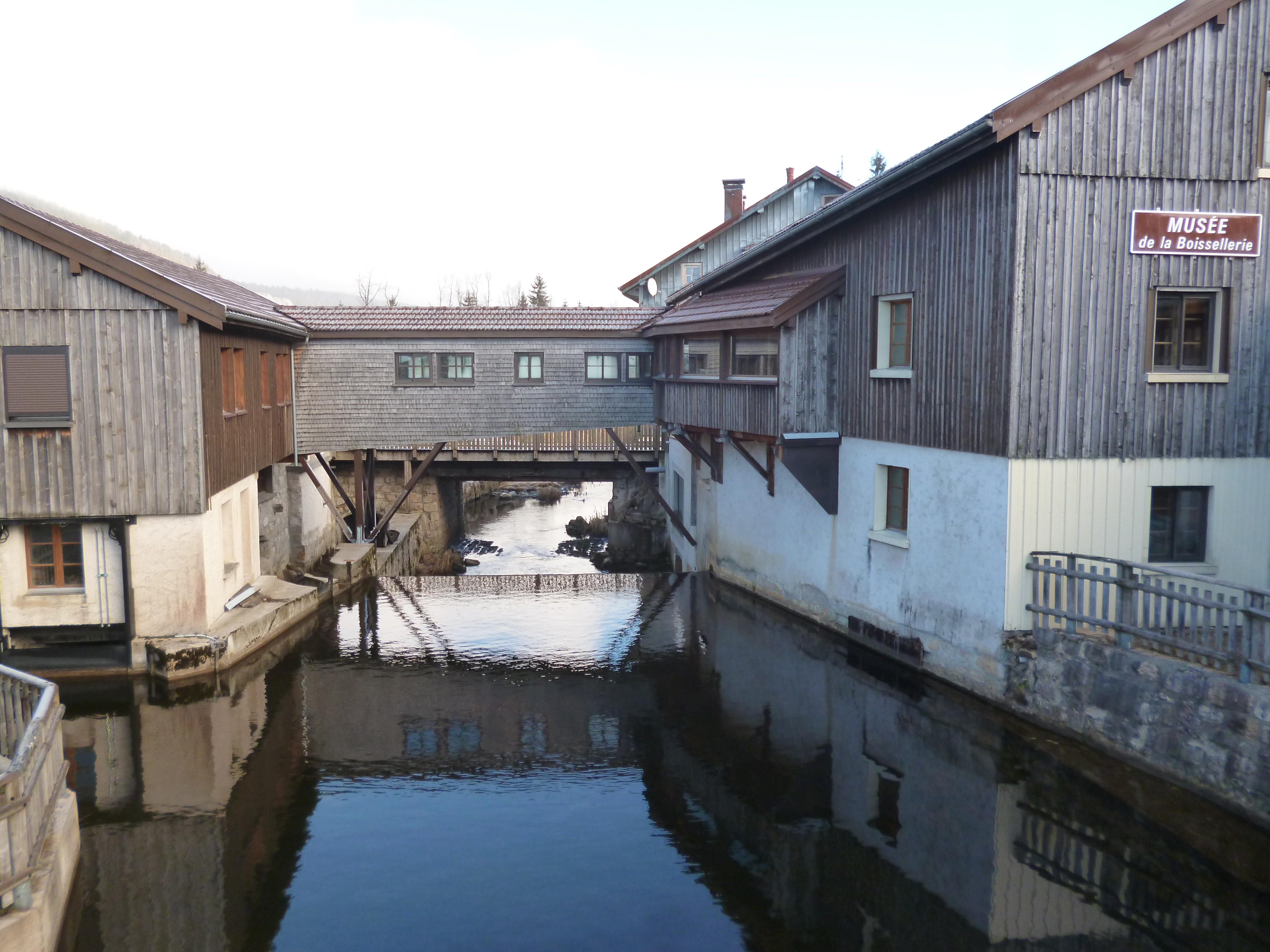
Le Musée de la Boissellerie.
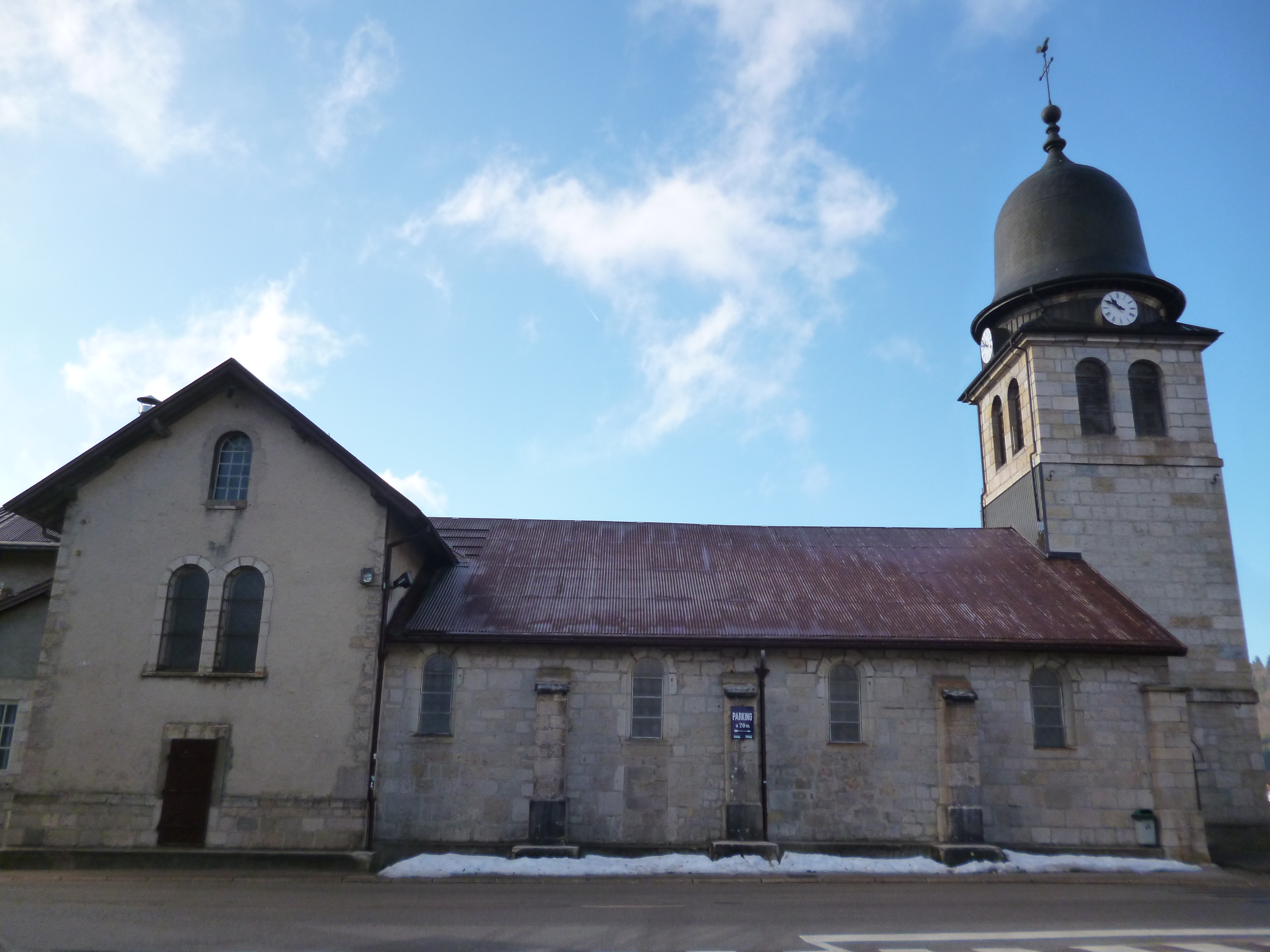
L'église.
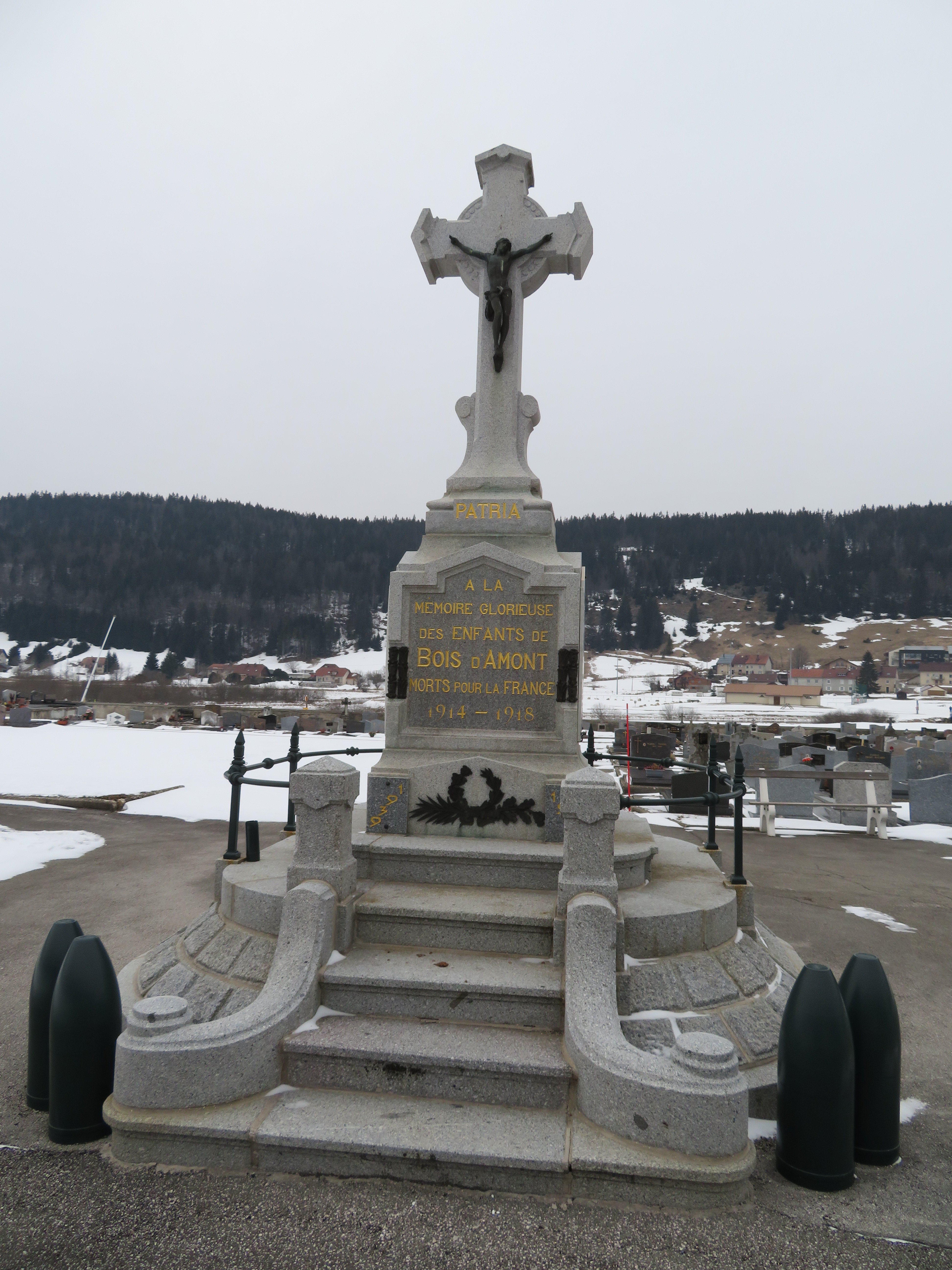
Le monument aux morts.

### Lieux et monuments

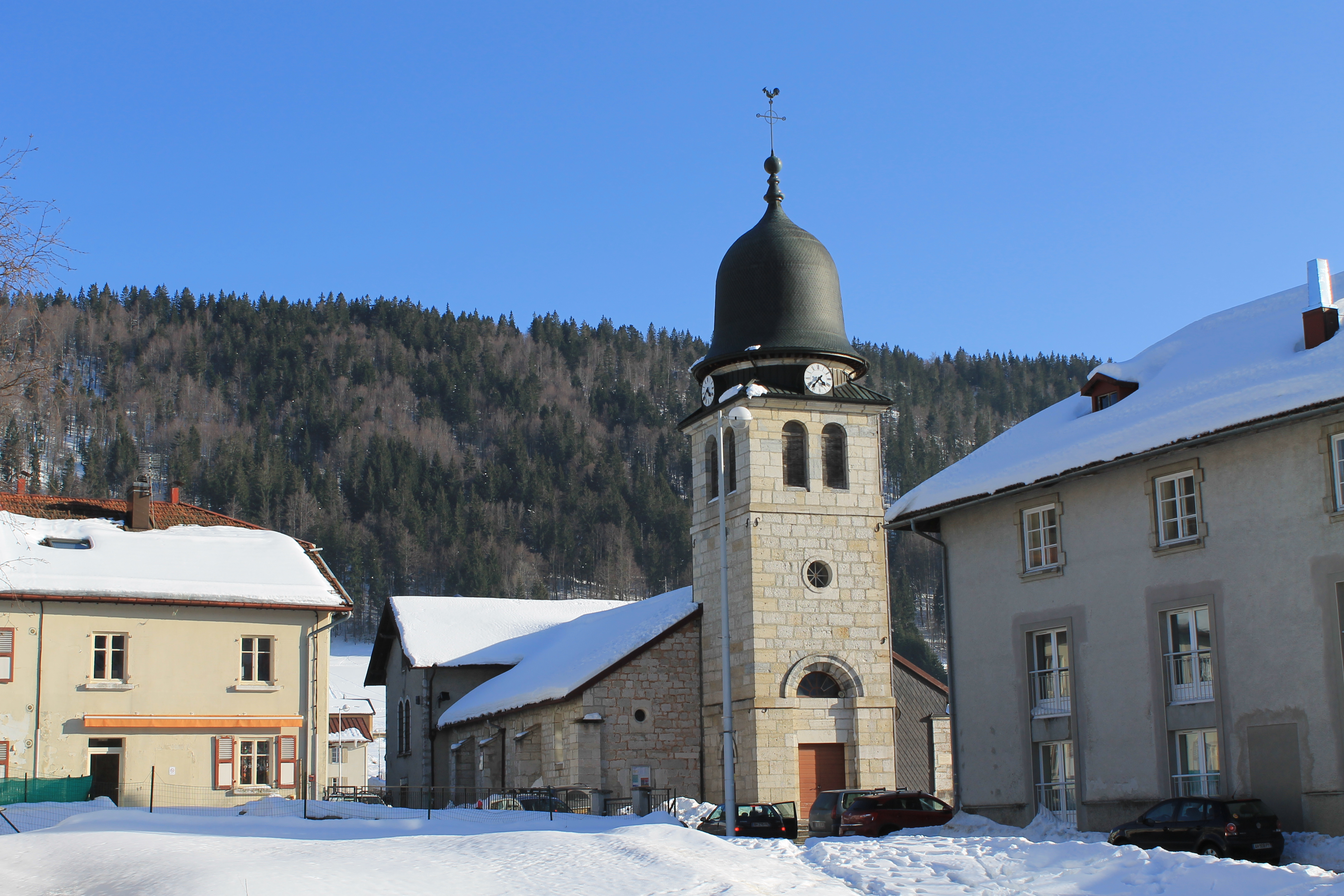
Église de la Nativité-de-la-Vierge.

Bois-d'Amont possède l'une des seules églises avec clocher comtois (dit clocher à dôme à impériale) qui soit totalement cylindrique, alors que les autres clochers comtois sont à quatre faces C'est aussi le cas de La chapelle Saint-Léger de La Cluse-et-Mijoux.
- Moulin (XVIIe-XVIIIe s), devenu scierie (au XXe s), sis  rue des Meuniers, inscrit à l'IGPC depuis 2000[21] ;
- Fromagerie (XVIIIe s), au lieu-dit "Petits Plats", inscrite à l'IGPC depuis 2000[22] ;
- Église de la Nativité-de-la-Vierge (XVIIIe-XIXe-XXe s), sise route des Couënneaux, inscrite à l'IGPC depuis 2000[23] ;
- Fermes (XVIIIe-XIXe s), au lieu-dit « Les Landes d'Aval », inscrites à l'IGPC depuis 2000[24],[25] ;
- Chalet (XVIIIe-XIXe s), au lieu-dit « Plan de la Fruitière », inscrit à l'IGPC depuis 2000[26] ;
- Fermes (XVIIIe-XIXe s), inscrites à l'IGPC depuis 2000[27] ;
- Maisons dites "Les Meuniers" (XIXe-XXe s), sises rue de Franche-Comté, inscrites à l'IGPC depuis 1986[28],[29],[30] ;
- Scierie (XVIIIe-XIXe s), aujourd'hui maison, au lieu-dit « la Scie Neuve », inscrite à l'IGPC depuis 2000[31] ;
- Réservoir (XIXe s), sis rue du Vivier, inscrit à l'IGPC depuis 1986[32] ;
- Boisselleries (XXe s), sises Grande Route, inscrites à l'IGPC depuis 2000[33],[34] ;
- Musée de la boissellerie, sis rue du Petit Pont, présentant l'histoire des fabrications locales d'horloges comtoises, boîtes à fromage, skis et tavaillons.

### Personnalités liées à la commune
- Léo Lacroix, skieur alpin, médaillé d'argent en descente aux Jeux olympiques d’Innsbruck (Autriche) en 1964, double médaillé d'argent (descente et combiné) aux championnats de monde de Portillo (Chili) en 1966.
- Sébastien Lacroix, skieur spécialiste du combiné nordique, actuellement membre de l'équipe de France, il a la réputation d'être un des meilleurs fondeurs du circuit mondial.
- Jason Lamy-Chappuis, skieur spécialiste du combiné nordique, champion olympique 2010, champion du monde 2011 et 2013, triple vainqueur des coupes du monde 2010, 2011 et 2012.
- Gérard Vandel, skieur de fond handisport.
- Françoise Macchi, skieuse alpine, y est née.
- Cyril Miranda, skieur de fond membre de l'équipe de France depuis 2008, il est spécialiste des sprints

## Cinéma
La commune de Bois d'Amont a accueilli une grande partie du tournage du film "Un ours dans le Jura", réalisé par Franck Dubosc et sorti en salle le mercredi 1er janvier 2025 dans 580 cinémas[réf. nécessaire].